# アル・ナスルFC
アル・ナスルFC（نادي النصر لكرة القدم nādī al-naṣr li-kurat al-qadam）は、サウジアラビアのサウジ・プロフェッショナルリーグに所属するプロサッカークラブ。「ナスル（نَصْر, naṣr）」は「勝利」や「（神などによる）助力、支援」を意味する。

## 歴史

### 初期
1955年、アマチュアクラブとして設立された。クラブカラーである黄色は、サウジアラビアを覆う砂漠の砂の色に由来する。
1960年、アブドゥッラフマーン・アール＝サウード王子がクラブのトップに就き、二番目の色として青をクラブカラーに追加、クラブのロゴにはアラビア半島の地図を選んだ。
1998年、アジアカップウィナーズカップとアジアスーパーカップで優勝を果たした。

### 2010年代
2011年、AFCチャンピオンズリーグ2011でACL初出場を果たすと、予選でアル・サッド、エステグラル、パフタコールのグループBを2勝2分2敗となり、2位で通過し決勝トーナメントに初進出した。ラウンド16でゾブ・アハンと対戦した。しかしアウェイでの一発勝負は1-4で敗れ、ラウンド16で敗退した。
2015年、AFCアジアカップ2015にアル・ナスルFCからはサウジアラビア代表として4人、バーレーン代表として1人が選出された。2回目の出場となったAFCチャンピオンズリーグ2015の予選ではレフウィヤ、ペルセポリス、ブニョドコルのグループAに入った。結果は、グループ3位となり予選敗退となった。

### 2020年代
2022年12月30日、マンチェスター・ユナイテッドを退団したポルトガル代表のクリスティアーノ・ロナウドと、2025年6月までの2年半契約を結んだ。2023年夏の移籍市場では、サディオ・マネ、アイメリク・ラポルテ、オタヴィオといった各国代表選手を獲得した。しかしシーズンは無冠に終わった。

## ライバル
同じくリヤドに本拠地を置くアル・ヒラルとはライバル関係にあり、ダービーマッチであるリヤド・ダービーは激しく盛り上がる。これまでに、通算成績はアル・ヒラルが大きく勝ち越している。ダービーの最多得点者はマジェド・アブドゥラーである。

## タイトル

### 国内タイトル
- サウジ・プロフェッショナルリーグ：9回
  - 1974-75, 1979-80, 1980-81, 1988-89, 1993-94, 1994-95, 2013-14, 2014-15, 2018-19
- サウジ・スーパーカップ：2回
  - 2019, 2020
- サウジ国王杯：6回
  - 1974, 1976, 1981, 1986, 1987, 1990
- クラウンプリンスカップ：3回
  - 1972-73, 1973-74, 2013-14

### 国際タイトル
- アジアカップウィナーズカップ：1回
  - 1997-98
- アジアスーパーカップ：1回
  - 1998
- ガルフ・クラブ・チャンピオンズカップ：2回
  - 1996, 1997
- アラブ・クラブ・チャンピオンズカップ：1回
  - 2023

## 現所属メンバー
2025年8月16日現在
注：選手の国籍表記はFIFAの定めた代表資格ルールに基づく。
| No. | Pos. |                | 選手名                               |
| --- | ---- | -------------- | ------------------------------------ |
| 2   | DF   | サウジアラビア | スルタン・アル＝ガナム               |
| 3   | DF   | フランス       | モハメド・シマカン ()                |
| 4   | DF   | サウジアラビア | ナデル・アル・シャラリ               |
| 5   | DF   | サウジアラビア | アブドゥレラー・アル＝アムリ         |
| 7   | FW   | ポルトガル     | クリスティアーノ・ロナウド           |
| 8   | MF   | サウジアラビア | アブドゥルマジード・アッ＝スライヒム |
| 10  | FW   | セネガル       | サディオ・マネ                       |
| 11  | MF   | クロアチア     | マルセロ・ブロゾヴィッチ             |
| 12  | DF   | サウジアラビア | ナワフ・ブシャル                     |
| 14  | MF   | サウジアラビア | サーミー・アン＝ナジャイー           |
| 16  | FW   | サウジアラビア | モハメド・マラン                     |
| 17  | MF   | サウジアラビア | アブドッラー・アル＝ハイバリー       |
| 19  | MF   | サウジアラビア | アリ・アル＝ハッサン                 |
| 20  | FW   | ブラジル       | アンジェロ                           |

| No. | Pos. |                | 選手名                           |
| --- | ---- | -------------- | -------------------------------- |
| 21  | FW   | フランス       | キングスレイ・コマン ()          |
| 23  | FW   | サウジアラビア | アイマン・ヤヒヤ                 |
| 24  | GK   | ブラジル       | ベント ()                        |
| 25  | MF   | ポルトガル     | オタヴィオ ()                    |
| 26  | DF   | スペイン       | イニゴ・マルティネス             |
| 27  | DF   | スペイン       | アイメリク・ラポルテ ()          |
| 29  | FW   | サウジアラビア | アブドッラフマーン・ガリーブ     |
| 36  | GK   | サウジアラビア | ラゲド・アル＝ナジャール         |
| 44  | GK   | サウジアラビア | ナワフ・アル＝アキディ           |
| 50  | DF   | サウジアラビア | マジド・カシーシュ               |
| 70  | DF   | サウジアラビア | アワド・アマン                   |
| 79  | FW   | ポルトガル     | ジョアン・フェリックス           |
| 80  | DF   | サウジアラビア | サレム・アル＝ナジディ           |
| --  | MF   | サウジアラビア | アブドゥルマリク・アル＝ジャベル |

### レンタル移籍
in
注：選手の国籍表記はFIFAの定めた代表資格ルールに基づく。
| No. | Pos. |  | 選手名 |
| --- | ---- |  | ------ |

| No. | Pos. |  | 選手名 |
| --- | ---- |  | ------ |

out
注：選手の国籍表記はFIFAの定めた代表資格ルールに基づく。
| No. | Pos. |  | 選手名 |
| --- | ---- |  | ------ |

| No. | Pos. |            | 選手名                              |
| --- | ---- | ---------- | ----------------------------------- |
| 9   | FW   | コロンビア | ジョン・デュラン (フェネルバフチェ) |

## 歴代監督
- ジョエル・サンタナ 1988-1989
- アンリ・ミシェル 1995
- ホルヘ・ダ・シルバ 2009-2010
- ワルテル・ゼンガ 2010
- ドラガン・スコチッチ 2011
- グスターボ・コスタス 2011
- | アリ・ケミク 2011
- フランシスコ・マトゥラーナ 2011-2012
- ホセ・ダニエル・カレーニョ 2012-2014
- ラウール・カネダ 2014
- ホルヘ・ダ・シルバ 2014-2015
- リュディ・ガルシア 2022-2023
- ルイス・カストロ（英語版） 2023-2024
- ステファノ・ピオリ 2024-2025
- ジョルジェ・ジェズス 2025-